# Bier in Japan
Sinds de import van deze moutdrank door de Nederlanders in de 17e eeuw in de Japanse havenstad Nagasaki, is de populariteit van bier in Japan alsmaar gestegen, tot op het punt dat bier en bierachtige dranken in 2006 twee derde van de Japanse alcoholconsumptie voor hun rekening mochten nemen. Vooral populair zijn de op Pilsner lijkende lichte lagers met een alcoholpercentage die rond de 5.0% ligt. Ook populair zijn de happōshu (発泡酒),　letterlijk, sprankelende alcohol; bierachtige dranken met moutniveaus die lager dan 66% bedroegen of happōsei (発泡性), letterlijk, een soort van sprankelende alcohol; die geen mout bevatten, omdat deze minder belast worden en dus goedkoper zijn.
De vier grootste bierproducenten in Japan zijn Asahi (waartoe Orion met een distributieovereenkomst behoort), Sapporo, Kirin en Suntory. Ook microbrouwerijen zijn sinds de versoepeling van de productiebelastingen in populariteit gestegen, waardoor ze de Japanse waaier aan biertypes uitbreiden met atypisch smakende bieren die veelal kwaliteit, vakmanschap en een smaak die de Japanse keuken benadrukt beklemtonen.

## Geschiedenis
Al vanaf halverwege de 16e eeuw woonden er Europeanen in Japan. Dit waren voornamelijk Nederlanders, omdat zij een van de weinigen waren die handel mochten drijven met Japan. De Nederlanders openden een bierhal in Nagasaki voor de zeelieden die voor de handelsroute tussen Japan en de Nederlandse koloniën werkten. Hiermee kregen de Japanners een eerste introductie in bier, maar de interactie tussen de culturen bleef minimaal.
Nadat Commodore Matthew C. Perry en zijn vloot Japan geboden zichzelf weer open te stellen voor internationale handel, kwam er langzaamaan een import van Westerse bieren op gang. Ook getrainde Europese brouwers kwamen toe om de lokale industrie te helpen groeien. 
De eerste brouwerij, Spring Valley (later Kirin), werd in 1869 opgericht in Yokohama. Rond die tijd leert men in Hokkaido gerst, tarwe en hop kennen en vestigt de overheid in 1876 nog een brouwerij in Sapporo, die in 1889 aan particulieren werd verkocht. Het geld werd geïnvesteerd in honderden kleinere brouwerijen in Kansai en rond Osaka en Kyoto. Een daarvan heette Asahi.
Tegen het einde van de 19e eeuw eiste de staat dat brouwerijen fuseerden. In 1908 kwam er een wet die vaststelde dat nieuwe brouwerijen enkel een vergunning kregen indien ze in hun eerste jaar 1800 hl konden verkopen. Dit was hoogst onhaalbaar voor de meeste brouwerijen, gezien de samenleving nog grotendeels agrarisch was en bier vooral werd gedronken door de stedelijke middenklasse en buitenlanders. Hierdoor had Japan tegen 1940, net voordat ze de Amerikaanse haven Pearl Harbor zou aanvallen, nog maar 2 brouwerijen.
Na de oorlog werden het er drie (Kirin, Sapporo en Asahi) maar door de strikt-blijvende wetgevingen waren er tegen 1970 maar twee bijgekomen, Suntory en Orion. Pas bij het in de problemen komen van de Japanse economie begin jaren 90 besloot de regering af te zien van de anticoncurrentie-wetten.

## Biertypes

### Classificatie van bier
Door het Japanse belastingssysteem worden de verschillende gebrouwen moutdranken opgedeeld in twee groepen: bier en happoshu. Het verschil wordt gemaakt door de hoeveelheid mout ten opzichte van de hoeveelheid toegevoegd graan. De Japanse wetgeving verbiedt het gebruik van het woord "bier" (ビール bīru) voor brouwsels waarvan dat percentage lager dan 66% ligt.
Sinds 2004 zijn Japanse brouwerijen begonnen met het produceren van nog minder belaste brouwsels die nauwelijks tot geen mout bevatten en gemaakt van onder andere sojabonen waardoor ze niet kunnen geclassificeerd worden als "bier" of happoshu. Deze brouwsels worden ook wel "bieren van derde categorie" (第三のビールdai-san no bīru) genoemd, en worden geclassificeerd als "likeur".

### Biersoorten
Doordat Japan dankzij de Nederlanders kennis maakte met bier, lijkt hun zelfgebrouwen bier erg op dat van West-Europese vasteland. Dat zijn vooral lichte lagers met goudachtige kleur en typische bitterheid die aan hop gelinkt wordt. Daaraantegen heeft de Meiji-periode ook zwaardere bieren zoals stouts geïntroduceerd, die gekenmerkt staan door hun donkerbruine tot zwarte kleur en branderige bittere smaak dankzij het gebruik van gebrande en geroosterde mout.

## Japanse bierproducenten
Asahi Breweries is de grootste brouwerij in Japan, met een marktaandeel van 38%. Een bier waardoor ze zeer bekend zijn geworden is Asahi Super Dry, dat is 1987 werd gelanceerd en droog bier introduceerde tot de andere bedrijven. Door de populariteit ervan stak het de toenmalige marktaandeelwinnaar Kirin voorbij, die toen nog 50% bezat.
Kirin Company heeft in 2014 35% van het Japanse marktaandeel van bier. Het nam de aanwinsten van Spring Valley Brewery over, dat in 1869 door de Noors-Amerikaanse brouwer William Copeland werd opgericht. In 1888 begon de brouwerij met het uitgeven van Kirin bier.
Sapporo Brewery, ontstaan in 1876, is het oudste biermerk in Japan. 
Suntory staat op de derde plaats qua marktaandeel, met een percentage van 15%. Het is ontstaan in 1899 en produceert ook Japanse whisky, frisdranken en bezit broodjesketens.

## Microbrouwerijen
In 1994 verzachtten de Japanse belastingwetten, waardoor kleinere brouwerijen maar 60.000 liter moeten produceren voor een licentie in plaats van de voormalige 2 miljoen liter. Momenteel zijn er meer dan 200 microbrouwerijen in Japan, hoewel vele financieel gesteund worden door grotere sake-producenten, restaurantketens, hotels en dergelijken. 
Een veelgebruikte term na de verzachting van de belastingwetten is ji bīru (地ビール), of "lokaal bier". Tegenwoordig wordt er veelleer de naam kurafuto bia (クラフトビア), of "craft beer" gebruikt.

### Onvolledige lijst van Japanse microbrouwerijen
- Taisetsu Ji Bīru (大雪地ビール), (Asahikawa, Hokkaido)
- Furano Ji Bakushu (富良野地麦酒), (Furano, Hokkaido)
- Okhotsk Bīru (オホーツクビール), (Kitami, Hokkaido)
- Tokachi Bīru (十勝ビール), (Obihiro, Hokkaido)
- Otaru Bīru (小樽ビール), (Otaru, Hokkaido)
- Kamui Bīru (カムイビール), (Iwamizawa, Hokkaido)
- Onuma Bīru (大沼ビール), (Nanae, Hokkaido)
- Hakodate Bīru (はこだてビール), (Hakodate, Hokkaido)
- Tazawako Bīru (田沢湖ビール), (Senboku, Akita)
- Ginga Kogen Bīru (銀河高原ビール), (Nishiwaga, Iwate)
- Miyamori Bīru (みやもりビール), (Miyamori village, Iwate)
- Echigo Beer (エチゴビール), (Niigata, Niigata)
- Nasu Kogen Bīru (那須高原ビール), (Nasu, Tochigi)
- Kiuchi Brewery (木内酒造), (Naka, Ibaraki)
- Sankt Gallen Brewing (サンクトガーレン), (Atsugi, Kanagawa)
- Gotemba Kogen Bīru (御殿場高原ビール), (Gotenba, Shizuoka)
- Baird Brewing Company (合資会社ベアードブルーイング), (Numazu, Shizuoka)
- Outsider Brewery (アウトサイダー ブルワリー), (Kofu, Yamanashi)
- Yo-Ho Brewing (ヤッホー・ブルーイング), (Karuizawa, Nagano)
- Nagahama Roman Bīru (長浜浪漫ビール), (Nagahama, Shiga)
- Minoh Brewery (箕面ブリュワリー), (Minoh, Osaka)
- Awaji Bīru (あわぢビール), (Awaji-shima, Hyogo)
- Rokko Biru (六甲ビール), (Kobe, Hyogo)
- Doppo (独歩), (Okayama)
- Matsue Ji Bīru (松江地ビール), (Matsue, Shimane)
- Daisen G Bīru (大山Gビール), (Hōki, Tottori)
- Hideji Bīru ひでじビール ({{{2}}}), (Nobeoka, Miyazaki)
- Zumona Bīru (ズモナビール), (Tono, Iwate)
- Ishigakijima Bīru (石垣島ビール), (Ishigaki-shima)
- Nihehdeh Bīru (にふぇーでーびーる), (Okinawa)
- Miyakojima Ji Bīru (宮古島地ビール), (Miyako-shima)
- Helios Bīru (ヘリオスビール), (Okinawa)

## Distributie
Buiten restaurants en bars, kan bier ook verkregen worden in meerdere plaatsen, zoals supermarkten, convenience stores, kiosken en zelfs automaten. De legale drinkleeftijd in Japan ligt wel op 20 jaar, waardoor de verspreiding via automaten zeer verminderd is. Bier kan praktisch overal geconsumeerd worden, maar Japan heeft een strikte nultolerantie tegen het besturen van een voertuig of fietsen onder invloed.